# 蹄兔
蹄兔是蹄兔属下唯一的一个种。与所有蹄兔目的动物一样，它具有短小的耳朵和尾巴。蹄兔产于南非。其种加词“capensis”意为“南非开普省的/好望角的”。